# Coelioxys perseus
Coelioxys perseus är en biart som beskrevs av Nurse 1904. Coelioxys perseus ingår i släktet kägelbin, och familjen buksamlarbin. Inga underarter finns listade i Catalogue of Life.